# Фьелльдал

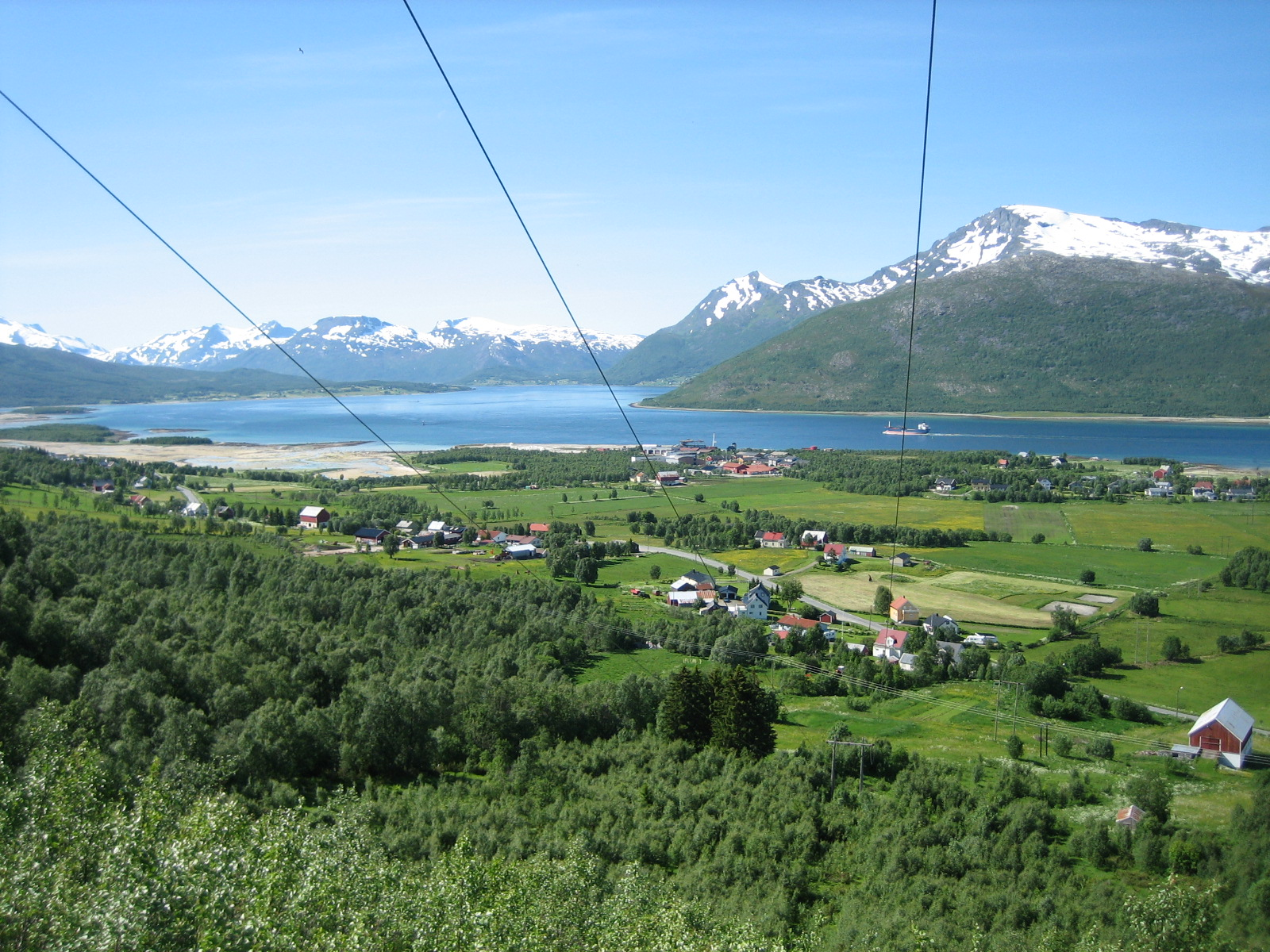
Фьелльдал летом

Фьелльдал (норв. Fjelldal) — деревня в коммуне Хьельсунн в Норвегии. Расположена на восточном берегу пролива Хьельсуннет между Рамсунном и Эвенскьером. Город Харстад находится в 45 км на север от Фьелльдала, а Аэропорт Харстад/Нарвик — на расстоянии 15-ти минут езды на машине.
Население посёлка в составляет 422 человека.
Климат континентальный. Средняя температура составляет 0 °C. Самый жаркий месяц — июль, при температуре 11 °C, а самый холодный — январь, при температуре −9 °C.